# Corporação Mondragon
Corporação Mondragon é uma federação de cooperativas oriunda do País Basco, na Espanha. Constitui o maior grupo empresarial basco e o sétimo da Espanha, bem como o maior grupo cooperativo do mundo. Em 2014, tinha 74.117 (2014) cooperados. Fundada pelo padre José María Arizmendiarrieta em 1956, a sua sede está na cidade de Arrasate/Mondragón, Guipúscoa. Atualmente é composta por 256 empresas e entidades distribuídas em quatro áreas: finanças, indústria, distribuição e conhecimento. A empresa registrou, em 2010, uma receita total de 14.755 milhões de euros.

## História
Em 1943,  cria em Arrasate/Mondragón a Escuela Profesional Politécnica.

Em 1956, Arizmendiarrieta, juntamente com cinco jovens (Usatorre, Larrañaga, Gorroñogoitia, Ormaechea e Ortubay), cria a empresa Talleres Ulgor, que se converteria, com o tempo, na Fagor Electrodomésticos, o embrião industrial da Corporação Mondragon.
Nos anos seguintes surgem Caja Laboral (1959),  a seguradora Lagun Aro (1966) e, em 1969, fruto da fusão de nove cooperativas de consumo locais, cria-se Eroski, a empresa mais importante de Corporação Mondragon na área da distribuição.
Em 1974 é criado o centro de Investigação Ikerlan. e, em 1977, a Universidad de Mondragón.

## Cultura empresarial
A cultura empresarial está baseada em 10 princípios: livre adesão, organização democrática, soberania do trabalho, natureza instrumental e subordinada do capital, participação na gestão, solidariedade retributiva, intercooperação, transformação social, caráter universal e educação 